# HMMWV
HMMWV или Humvee ([hʌmˈviː], сокращение от англ. High Mobility Multipurpose Wheeled Vehicle — «высокоподвижное многоцелевое колёсное транспортное средство», читается «Хамви́») — американский общевойсковой автомобиль повышенной проходимости, состоящий на вооружении в основном у ВС США, а также вооружённых сил, полицейских и иных служб некоторых других стран. Автомобиль обладает высокой проходимостью, пригоден к транспортировке по воздуху и десантированию парашютным способом, обеспечивает установку на борту различного вооружения и оборудования. Производятся небронированные и бронированные модификации Humvee.
Заводское и одновременно экспортное словесное название машины — HUMMER («Хаммер») с момента разработки является зарегистрированной торговой маркой её изготовителя, — корпорации AM General, — используется для рекламы корпорации и продвижения её продукции на международный рынок, а с 1992 года под ним реализуются переоборудованные модели вседорожника для гражданских пользователей.

## История

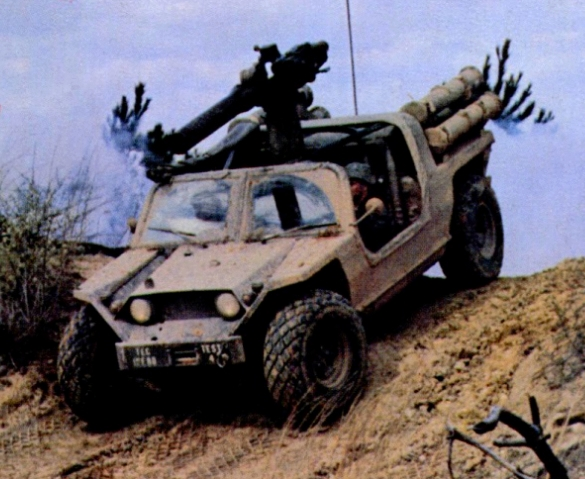
XR311 — предшественница HMMWV, изготовленная корпорацией FMC

Идея разработки полноприводной четырёхколёсной боевой машины повышенной проходимости для перевозки личного состава и размещения различного вооружения для ВС США относится ко второй половине 1960-х годов, когда корпорацией FMC в Сан-Хосе (штат Калифорния) в инициативном порядке была разработана и прошла испытания опытная многоцелевая машина XR311 в нескольких вариантах реализации (с открытым и закрытым кузовом), оборудованная пулемётным, стрелково-гранатомётным и ракетным вооружением различного калибра и конфигурации в зависимости от конкретного варианта. XR311 была двухместной (её экипаж состоял из водителя и стрелка/оператора бортового вооружения) и соответствовала определению боевой разведывательно-дозорной машины, предназначалась для проведения разного рода разведмероприятий, поисковых и рейдово-засадных действий, патрулирования, сопровождения мотомехколонн, размещения на борту зенитно-ракетных и противотанковых средств (самоходный ЗРК или ПТРК), аппаратуры управления и связи (командно-штабной вариант для командиров взводов и рот, офицеров штаба батальона) и так далее. Тогда же она прошла заводские испытания в горно-пустынной местности Калифорнии. Машина имела следующие характеристики:
- Колёсная формула — 4 × 4
- Тип двигателя — карбюраторный (бензиновый)
- Мощность двигателя — 215 л. с.
- Запас хода — 480 км
- Скорость — до 129 км/ч
- Преодолеваемый подъём — 60°
- Преодолевамая стенка — 0,5 м
- Преодолеваемый брод — 0,76 м
- Коробка передач — автоматическая, трёхступенчатая

По своим габаритным характеристикам она примерно соответствовала серийному полутонному внедорожнику M155 (типа MUTT).
Указанная машина была разработана для Армии и закуплена в десяти предсерийных экземплярах (помимо двух исходных опытных прототипов) для опытной эксплуатации в регулярных воинских частях, которую машины успешно прошли к 1972 году, после чего последовали испытания разведывательными подразделениями 2-й бронетанковой дивизии, но так как армейский генералитет счёл на тот момент нецелесообразной закупку автомобильной техники такого рода в пользу более тяжеловооружённой и лучше бронированной гусеничной техники, проект был отложен.
Автобронетанковое управление сформулировало перечень требований к разрабатываемой машине, она должна была иметь:
- дизельный двигатель
- автоматическую коробку передач
- защитное покрытие корпуса и стёкол (баллистическая защита) от осколков и пуль на излёте
- полную массу автомобиля с грузом до 3400 кг.

Кроме того, от машин участвующих в конкурсе компаний-разработчиков требовалось:
- разгоняться с места до 48 км/ч за шесть-восемь секунд
- перевозить груз массой 1135 кг
- преодолеть 45-сантиметровую вертикальную преграду
- обеспечивать авиатранспортабельность на борту или на внешней подвеске вертолёта UH-60A Blackhawk
- самостоятельно покинуть место обстрела на простреленных спущенных шинах.

|            |                  |                      |
| AM General | Chrysler Defense | Teledyne-Continental |

После того, как в 1979 году Пентагон объявил конкурс на «высокоподвижное многоцелевое колёсное транспортное средство», FMC не стала в нём участвовать, продав свои наработки и права на них корпорации AM General, специализировавшейся на производстве различного служебного автотранспорта, которая была допущена к участию в конкурсе в июле того же года. Также в конкурсе участвовали со своими собственными прототипами Chrysler Defense (вскоре вошедшая в состав General Dynamics) с оригинальным дизайном и увеличенным просветом между днищем кузова и опорной поверхностью; Teledyne Continental c машиной приземистого вида (представляющей собой модифицированную итальянскую багги Lamborghini Cheetah, получившую шуточное название «Рэмбо-Лэмбо»), с низким силуэтом и различными вариантами покрытия верхней части кузова — открытого, брезентового или металлического; American LaFrance с неким подобием инкассаторской машины с открытым или брезентовым верхом и прямоугольными контурами; Four Wheel Drive с дизайном, внешне напоминающим машину для гольф-клубов.
Получив в своё распоряжение проектную документацию на XR311, инженеры AM General внесли ряд корректив: увеличили габариты машины за счёт удлинения колёсной базы, с перспективой переоборудования грузового отделения под десантное для перевозки военнослужащих; незначительно видоизменили дизайн и расположили ветровое стекло под прямым углом (характерное внешнее отличие их модели от многих других вездеходов того времени и современности). Рабочий прототип вездехода XM966 в июле 1980 года прошёл первые испытания в пустыне Невада на полигоне «Nevada Automotive Test Center». К началу 1981 года каждый образец прошёл около 17 000 миль. Исходно в AMG не стали менять компоновки машины, доставшейся им от FMC, однако перед финальными испытаниями инженеры корпорации пошли на кардинальное изменение по размещению двигателя машины в передней части машины при сохранении экстерьера, поэтому в финальном туре AMG была представлена уже переднемоторными прототипами. В апреле 1982 года претенденты изготовили опытные партии своих машин для проведения финальных испытаний. Автомобили поступили в полное распоряжение армии США на пять месяцев. В финал конкурса вышли машины Chrysler, AM General и Teledyne-Continental.
После доводочных испытаний 22 марта 1983 года с AM General был заключён контракт на производство 54 973 машин. Оптовая цена составила около $22 000. Серийное производство началось в январе 1985 года на заводе компании AM General в штате Индиана.

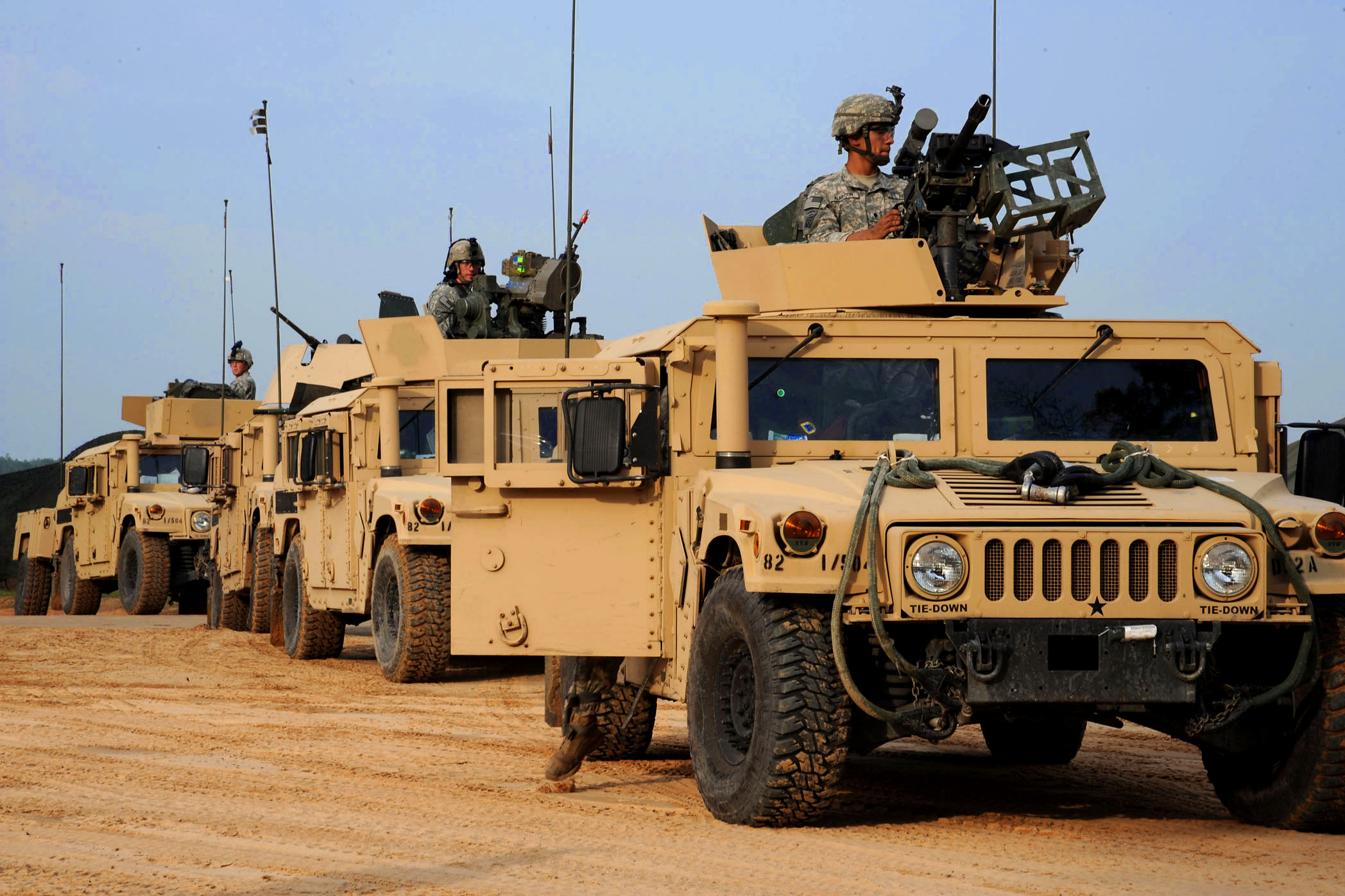
Военнослужащие 82-й воздушно-десантной дивизии Армии США на HMMWV во время учений, 2011 год

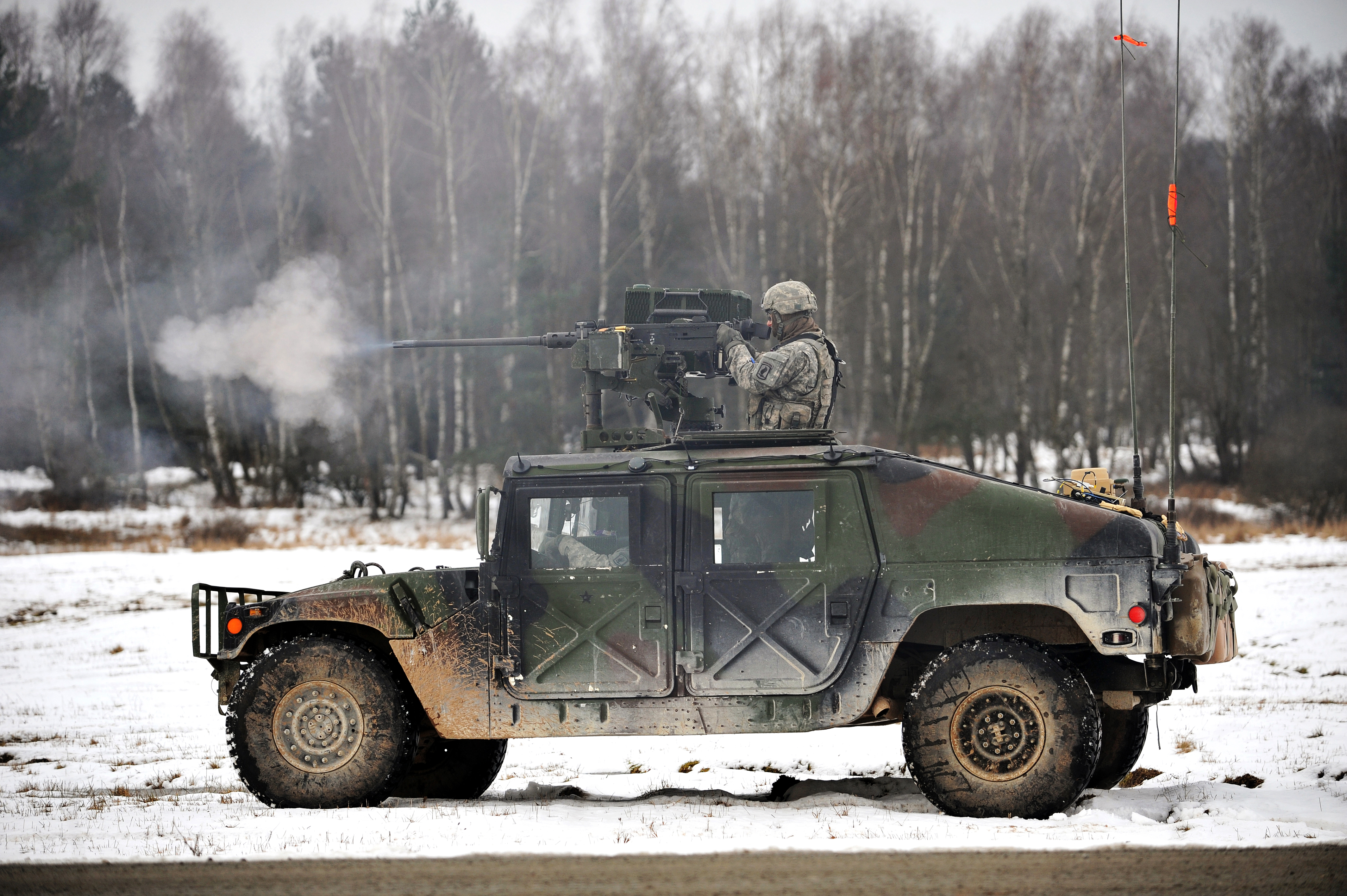
Стрельба из крупнокалиберного пулемета M2HB HMMWV 173-й воздушно-десантной бригады США на полигоне «Графенвёр» (Германия); 4 февраля 2014 года

HMMWV заменил не только внедорожники М151, но и целый ряд грузовиков (М274, М561, М880). В роли силового агрегата выступал 6,2L Detroit Diesel, и 6.5L Detroit Diesel, а позднее появилась его версия с турбонаддувом.
AM General в 1992 году объявила о выходе на рынок гражданской версии Humvee под названием Hummer. В 1999 году AM General продаёт права на марку Hummer концерну General Motors. Было заключено соглашение, согласно которому GM получил права на бренд Hummer и право сбыта и распространения гражданского варианта внедорожника, a AM General сохранил право на продажу военных модификаций.
Несмотря на значительные преимущества Humvee перед джипами раннего поколения, машина не идеальна в качестве бронеавтомобиля или бронетранспортёра, особенно в регионах с интенсивным вооружённым сопротивлением военному присутствию в форме диверсионных действий и засад с размещением взрывных устройств на маршрутах движения конвоев. Поэтому с момента постановки её на вооружение, параллельно с работами по модернизации и продлению срока эксплуатации автопарка Хамви, усилению защиты экипажа от поражающих факторов взрыва придорожного фугаса или мины, заложенной в дорожное полотно, предпринимались неоднократные попытки замены её на другие образцы колёсной техники общего и специального назначения (проекты COMBATT, AHED, FTTS и др.), которые в итоге не дошли до стадии серийного производства. Наконец, Корпус морской пехоты США в 2007 году заявил о намерении заменить её «миноустойчивой» машиной MRAP. В 2015 году компания Oshkosh Corporation выиграла тендер на поставки в армию США своих машин L-ATV, которыми планируется заменить Humvee.

## Описание

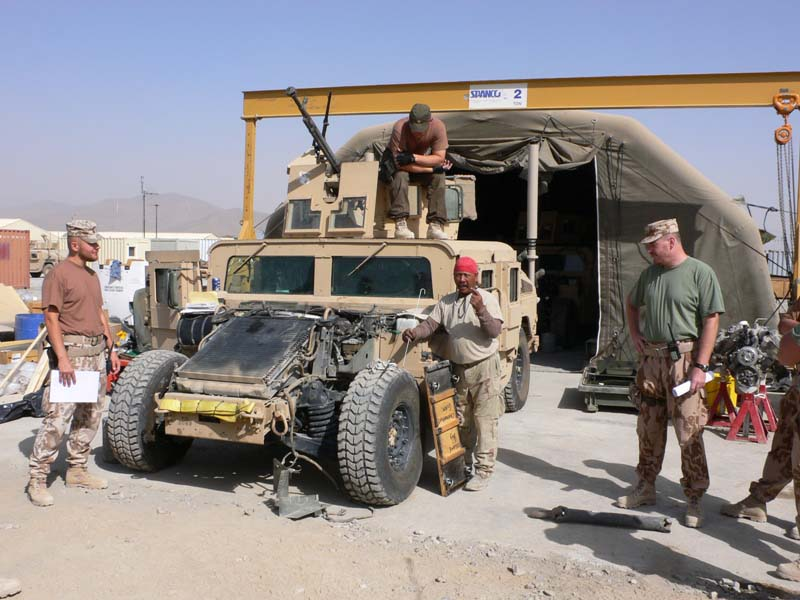
Подкапотное пространство HMMWV (Чешская армия в Афганистане).
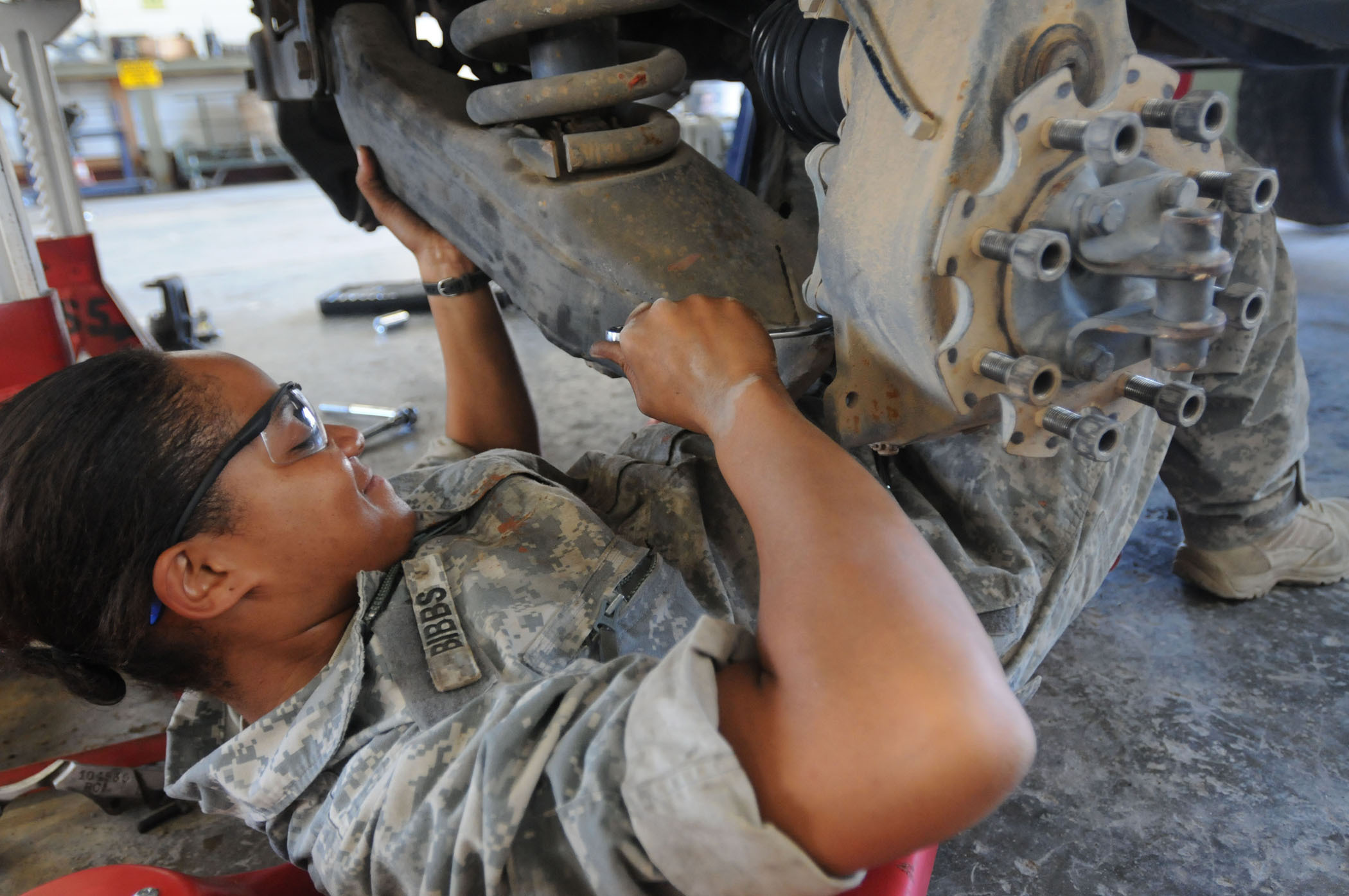
HMMWV оснащён колёсными редукторами и дисковыми вентилируемыми тормозами на всех колёсах

Первым базовым автомобилем был вариант M998 с дизельным двигателем General Motors Detroit Diesel V8 рабочим объёмом 6,2 л. Второе поколение — M998M2, в котором базовым является шасси M1097A2 с полностью алюминиевой кабиной (двух или четырёхместной) и открытой платформой. На лонжеронной раме установлен дизельный двигатель V8 GM 6.2L (рабочим объёмом 6,2 л., мощностью 160 л. с., позже ставился V8 GM 6.5L мощностью до 195 л. с.) и автоматическая четырёхдиапазонная коробка передач с двухступенчатой раздаточной коробкой. Модель коробки 4L80e имеет промежуточные передачи для снижения нагрузки, которая устанавливалась и устанавливается до сих пор на легкие грузовики Chevrolet Suburban 2500 и отличается своей несравнимой надёжностью и проверенной износостойкостью в боевых условиях. Автомобиль оснащён межколёсными дифференциалами Torsen повышенного трения, планетарными колёсными редукторами, централизованной вентиляцией всех агрегатов, независимой пружинной подвеской, дисковыми вентилируемыми тормозами на всех колёсах (расположены рядом с картером дифференциала), гидроусилителем руля, радиальными шинами размером 12,5R16,5. По заказу комплектуется лебёдкой, системой подкачки шин.
Производились небронированные и бронированные модификации Humvee. 
Грузоподъемность Humvee — 1,25—1.996 тонн, вмещает четырех человек (включая водителя). 
Вооружение — один 12,7- (M2) или 7,62-мм пулемет (M60 (пулемёт), M240) либо 40-мм автоматический гранатомет (Mk 19, Mk 47 Striker) на вращающеся турели над кабиной.
Полная масса Humvee — 5,9—6,78 тонн. На самолете С-5А можно перевозить 15 машин Humvee, на самолете С-130 — 3 машины, на вертолете CH-47 или CH-53 — 2 машины (на внешней подвеске).

## Модификации

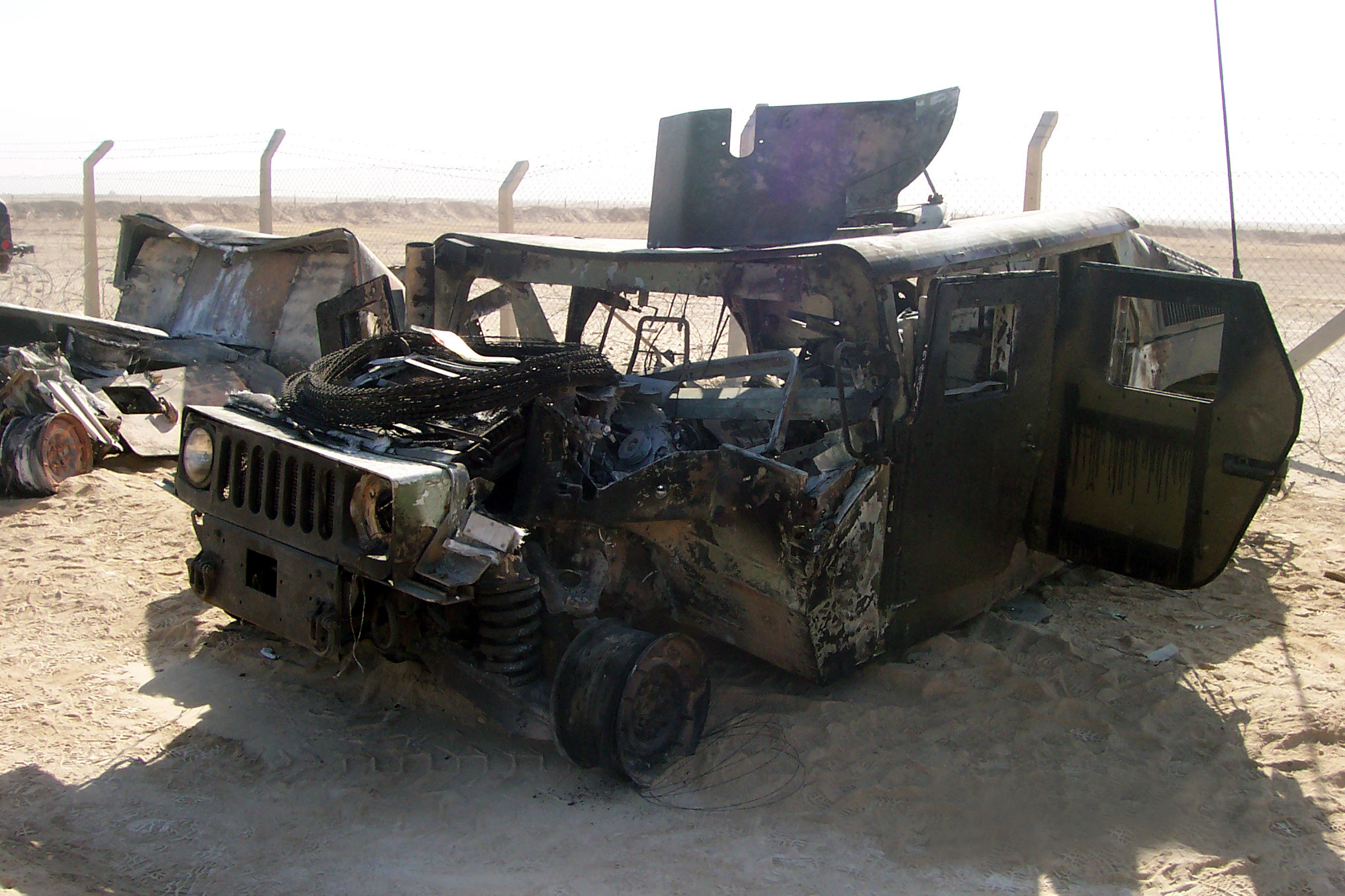
Американский «Хамви», уничтоженный в результате подрыва импровизированного взрывного устройства, Ирак, 2004 год. Водитель получил тяжелые ранения, но остался жив.

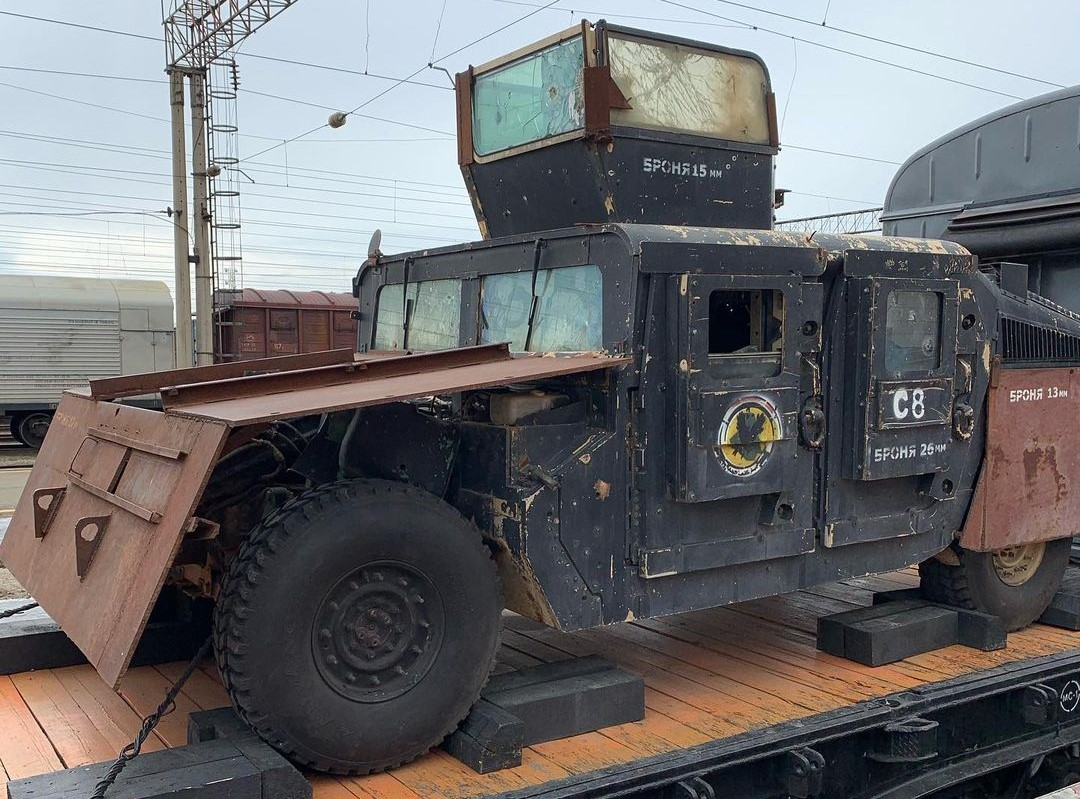
HMMWV исламских боевиков в Сирии, захваченный в качестве трофея российской армией

### Первое поколение

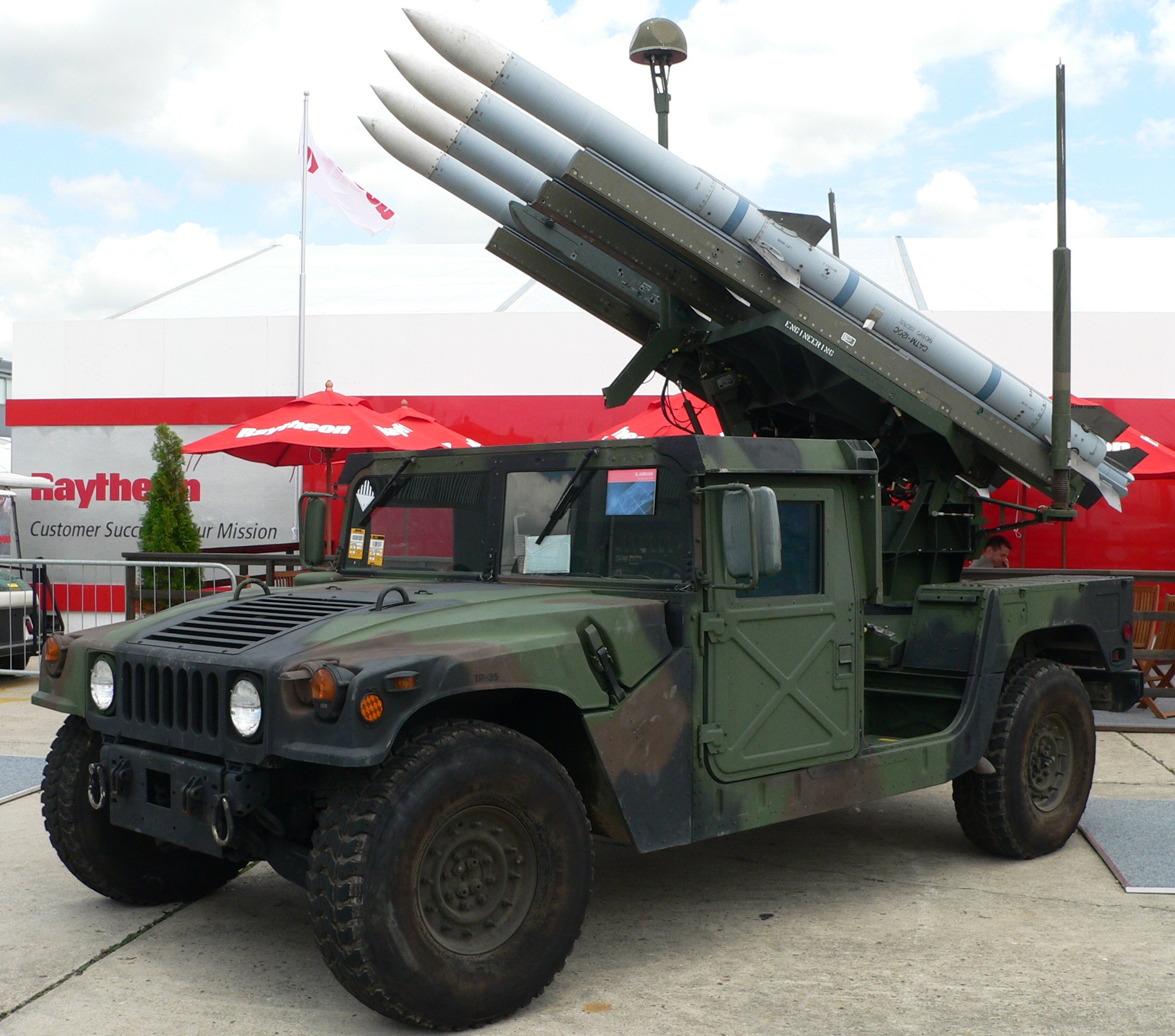
Шасси установки зенитных ракет AIM-120

- M998 (1984—1993 гг.) — базовое шасси (грузовой открытый автомобиль)
- M998 Avenger — вариант с зенитно-ракетным комплексом «Stinger», разработанный компанией «Boeing Aerospace», первые 30 были поставлены в войска в январе 1990 года, всего для армии США было заказано 1207 машин[11]. Кроме того, проходил испытания опытный вариант M998 Avenger, оснащённый британскими зенитными ракетами «Старстрайк» со стреловидными поражающими элементами и лазерной системой наведения на цель[12].
- M996 — санитарный автомобиль с двухместной кабиной
- M997 — санитарный автомобиль с четырёхместной кабиной
- M966 — вариант с противотанковым комплексом TOW, бронированный, также использовался в качестве санитарной машины[13]
- M1025 — вариант с полностью закрытым четырёхместным кузовом
- M1026 — вариант с полностью закрытым четырёхместным кузовом и лебёдкой
- M1036 — вариант с противотанковым комплексом TOW, бронированный, с лебёдкой
- M1035 — санитарный вариант с четырёхдверной кабиной
- M1037 — двухместный фургон
- M1038 — грузовой открытый автомобиль с лебёдкой
- M1042 — двухместный фургон с лебёдкой
- M1043 — бронированный, с полностью закрытым четырёхместным кузовом
- M1044 — бронированный вариант с полностью закрытым четырёхместным кузовом и лебёдкой
- M1045 — с полностью закрытым четырёхместным кузовом
- M1046 — вариант с противотанковым комплексом TOW, усиленное бронирование, с лебёдкой
- M1097 — двухместный пикап
- M1097A1 — двухместный пикап с лебёдкой
- Роботизированная машина с разведывательным модулем (оптико-электронная аппаратура видеонаблюдения с инфракрасным прибором ночного видения и лазерным дальномером) — разработана Kaman Sciences Corp., Колорадо-Спрингс, Колорадо (машина разведки) совместно с FMC Corp., Сан-Хосе, Калифорния (станция дистанционного управления, консоль оператора и машина управления), Odetics, Inc., Анахайм, Калифорния (разведаппаратура), JPL (ПО дистанционного управления) и Martin Marietta Corp. (ПО навигационной системы). Серийно не изготавливалась[14] Разрабатывалась в рамках программы создания опытного роботизированного подразделения в составе 4 машин разведки HMMWV и 1 машины управления — подвижного командного пункта Robotic Command Center (RCC) на гусеничном шасси XM795, с экипажем в составе четырёх человек (двух операторов, водителя и командира).[15]

### Второе поколение
- M1097A2 (1993—2005 гг.) — базовое шасси
- M997A2 — санитарный автомобиль с двухместной кабиной
- M1025A2 — бронированный вариант с полностью закрытым четырёхместным кузовом (масса 3,7 т)
- M1043A2 — с полностью закрытым четырёхместным кузовом
- M1045A2 — с полностью закрытым четырёхместным кузовом
- M1035A2 — санитарный автомобиль с четырёхдверной кабиной
- M1113 — вариант с двухместной кабиной
- M1114 — усиленный бронированный вариант (масса 4,5 т)
- M1116 — усиленный бронированный вариант с двухместной кабиной
- M1123

### Третье поколение
- M1151 — с полностью закрытым четырёхместным кузовом
- M1151 LV (с 2006 года) — латышская версия Humvee, адаптированного для нужд Национальных вооружённых сил Латвии. Машина оснащена усиленным бронированием, современными системами связи и защиты, адаптированными к стандартам НАТО, и оборудованием для эксплуатации в холодных и болотистых условиях. Использовалась в миротворческих миссиях и для военных действий в суровых обстоятельствах, так-же он оснащён M2 Browning (12,7 мм) — крупнокалиберный пулемёт, используется для поражения легкобронированных целей и живой силы.
- M1152 — 2-х местная кабина и площадка (аля пикап), используется как тягач
- M1165 (с 2006 года) — базовое шасси с закрытым четырёхместным кузовом

В 2009 году американские компании «Textron Systems» и «Granite» разработали проект модернизации SCTV, который предусматривал повышение защищённости машины, установку нового дизельного двигателя Cummins и новой трансмиссии Allison 2500SP
В октябре 2012 года Министерство обороны США объявило о проекте модернизации MECV-S общей стоимостью 48 000 000 долларов, целью которого является дальнейшее повышение защищённости машины.

## Производители
Важнейшими подрядчиками в производстве и обслуживании машин, их узлов и агрегатов были следующие коммерческие структуры:
- Машина в целом — AM General Corp., Саут-Бенд, Индиана (производство, сборка); Ливония, Мичиган (техобслуживание, ремонт, дооборудование, переоборудование, модернизация);
- Бронезащита — O’Gara-Hess & Eisenhardt Armoring Co.[англ.], Фэрфилд, Огайо;
- Генератор — American Trans-Coil Corp., Ричмонд-Хилл, Лонг-Айленд;
- Двигатель — General Motors Corp., Diesel Division, Морейн, Огайо;
- Трансмиссия — General Motors Corp., Hydra-Matic Division, Ипсиланти, Мичиган;
- Передаточные механизмы — Gleason Gear Co.[англ.], Рочестер, Нью-Йорк; Daimler-Chrysler Corp., New Venture Gear, Inc., Скенектади, Нью-Йорк;
- Колёса — Motor Wheel Corp., Лансинг, Мичиган;
- Шины — Goodyear Tire & Rubber Co., Акрон, Огайо;
- Радиоаппаратура — ITT Corp., Форт-Уэйн, Индиана;
- Бортовое электронно-вычислительное оборудование — Rockwell International Corp., Сидар-Рапидс, Айова; Texas Instruments, Inc., Даллас, Техас.

## Операторы

Карта операторов HMMWV, синим цветом отмечены текущие операторы

## Боевое применение
В ходе наступления в 2021 году «Талибаном» было уничтожено и захвачено не меньше 344 бронеавтомобилей «Хамви».
Используются ВСУ в ходе отражения вторжения России на Украину. Ранее использовались ими же в ходе АТО.